# Sven-Ingvars i Frödingland
Sven-Ingvars i Frödingland är ett studioalbum av den svenska musikgruppen Sven-Ingvars från 1971, där samtliga melodier är tonsättningar av Gustaf Frödings dikter. Av LP-albumets 14 låtar hade Östen Warnerbring tonsatt hälften. Två av låtarna var klassiska tonsättningar från 1900-talets början, Det var dans bort i vägen av Helfrid Lambert och Tre trallande jäntor av Felix Körling. Övriga melodier skrevs av Sven-Ingvars-medlemmarna Sven-Olof Petersson och Sven-Erik Magnusson.
Albumet producerades av Göte Wilhelmson, gavs ut av Philips/Phonogram, och gavs 1991 ut på CD av Polygram. På omslaget har Sveriges tidigare statsminister Tage Erlander (s) skrivit en kort text, och han fick också det första exemplaret av skivan.
Albumet blev ett slags revansch för Sven-Ingvars som efter att ha medverkat i den fiaskoartade filmen Under ditt parasoll (1968) var nära konkurs. Albumet blev hyllat av både kritiker och publik och Svensktoppsjuryn röstade in tre av skivans låtar på sin lista.
Skivan är en av titlarna i boken Tusen svenska klassiker (2009).
LP:n innehåller en nyinspelad version av låten "E' fin vise". Denna låt hade Sven-Ingvars redan tidigare gjort i två versioner - dels en ren poprockversion i filmen "Tre dar i buren" 1963, dels en version med mer avancerat arrangemang på en EP-skiva med samma titel 1964.

## Låtlista
Endast kompositör anges eftersom alla texter är Gustaf Frödings.
1. "Det var dans bort i vägen" (Helfrid Lambert)
2. "Tre käringer i en backe" (Östen Warnerbring)
3. "Gå på dompen" (Östen Warnerbring)
4. "Lars i Kuja" (Östen Warnerbring)
5. "En litten låt ôm vårn" (Sven-Olof Petersson)
6. "En kärleksvisa" (Östen Warnerbring)
7. "Tre trallande jäntor" (Felix Körling)
8. "Ä du mä på dä?" (Östen Warnerbring)
9. "Gitarr och dragharmonika" (Sven-Olof Petersson)
10. "Jäntblig" (Östen Warnerbring)
11. "Anita" (Sven-Erik Magnusson)
12. "Beväringa" (Östen Warnerbring)
13. "Nypenrosa" (Sven-Olof Petersson)
14. "E fin vise" (bearbetad och arrangerad av Lars Samuelson)
15. "Indianer" * (Sven-Erik Magnusson)
16. "Landsvägsmaja" * (Sven-Erik Magnusson) (recitation av Barbro Hörberg)
17. "Lelle Karl-Johan" * (Sven-Erik Magnusson)
18. "Farväl till min försvinnande popularitet" * (Sven-Erik Magnusson)

*) Anger låtar som inte fanns med på LP-versionen, utan tillkom på CD-versionen.

### Fotnoter
1. 1 2  Gradvall et al 2009, #311